# Air Ivoire
« Air Ivoire, plus haut, plus proche. »
Air Ivoire était la compagnie aérienne nationale ivoirienne jusqu'en 2011. La Société Nouvelle Air Ivoire S.A. possédait son siège social place de la République à Abidjan. Elle a été liquidée après avoir déposé le bilan en 2011. Elle est remplacée par la compagnie Air Côte d'Ivoire.

## Histoire
La compagnie a été fondée le 14 décembre 1960 et commence ses opérations en août 1964. Sodetraf, UTA et Air Afrique détenaient des parts de la compagnie jusqu'en janvier 1976 quand l'État ivoirien reprit toutes les parts. La vie de la compagnie est marquée par un fonctionnement chaotique consécutif à des difficultés économiques à partir de 1999.

### Refondation en 1999
En 1999, une première série de difficultés financières contraignent la compagnie à suspendre ses opérations. Rachetée et renflouée par All Africa Airways, filiale à 51 % d'Air France, la compagnie est relancée sous le nom de Nouvelle Air Ivoire (SN Air Ivoire), et reprend ses vols en 2002. Son activité reprend alors une forte croissance sur le réseau régional après la mise en service de la flotte Airbus. Air Ivoire reprend progressivement des parts importantes de marché au-delà d'Abidjan grâce à son architecture de réseau bâtie sur les correspondances. Elle prend livraison d'appareil Airbus A321 qui lui permettent de rouvrir des lignes vers Paris en 2006. Ces mêmes Airbus commandés en 2004 seront ensuite accusés par les syndicats de l'entreprise d'avoir été utilisés pour alourdir les charges d'Air Ivoire au profit d'entreprises de sous-traitance qui conduisent finalement à de nouvelles difficultés.

### Fin d'activités
En février 2011, en conséquence de la crise politique en Côte d'Ivoire, le trafic de la compagnie chute de 50 % et son chiffre d’affaires de 60 %. La compagnie ivoirienne ne payant plus son carburant est contrainte d'immobiliser deux de ses cinq Boeing B737. En butte à des problèmes de gestion, plombée par de lourdes dettes et des effectifs pléthoriques, Air Ivoire cesse ses vols. Elle était alors détenue à 49,5 % par l'État et à 50,5 % par CFI Aérien, propriété de l'homme d'affaires Bernard Koné Dossongui, alors considéré comme un soutien de l'ex-président Laurent Gbagbo.
La compagnie nationale ivoirienne a finalement été officiellement liquidée par anticipation. La motion de liquidation a été adoptée en assemblée générale extraordinaire des actionnaires le 5 septembre 2011.

## Desserte
- Accra
- Bamako
- Brazzaville
- Bordeaux
- Conakry
- Cotonou
- Dakar
- Douala
- Libreville
- Lomé
- Marseille
- Niamey
- Ouagadougou
- Paris

## Flotte

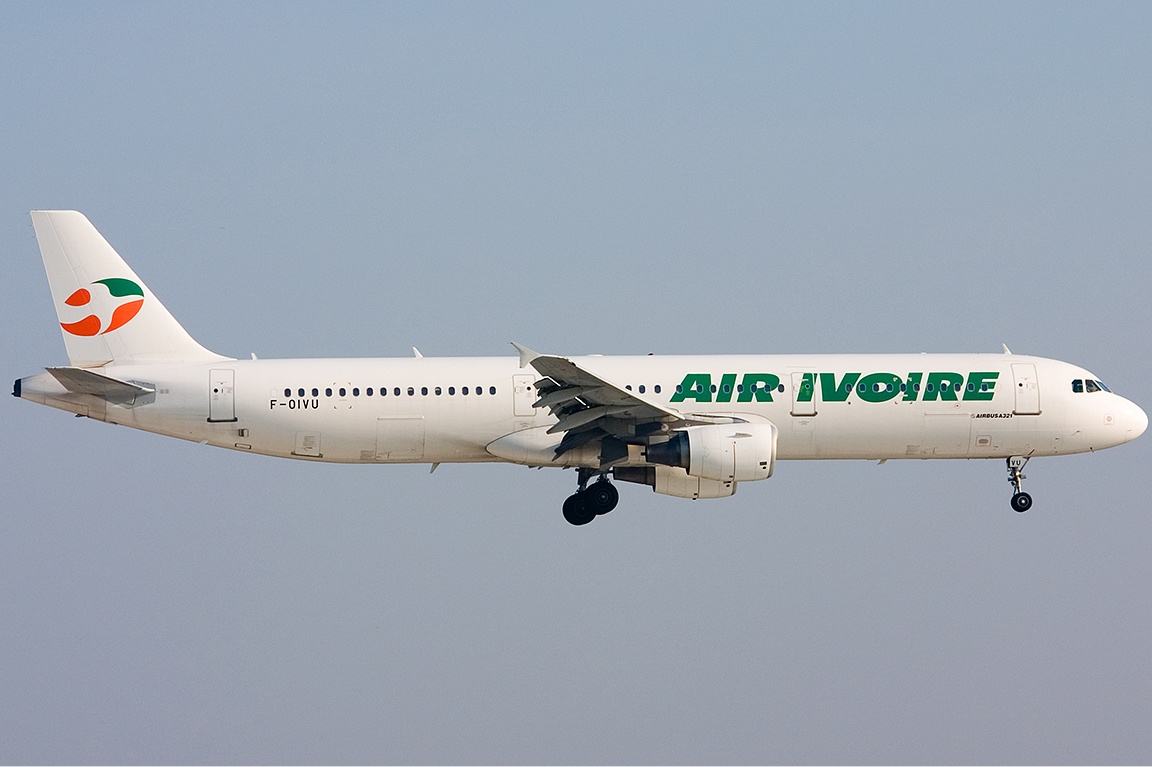
Airbus A321 d'Air Ivoire en 2006

- 3 Boeing 737-500 bi-classe : 12 sièges en classe affaires, 90 sièges en classe économique.
- 1 Airbus A321 tri- classe : 4 sièges en première classe, 12 sièges en classe affaires et 132 sièges en classe économique.